# دامون ألبارن
دامون ألبارن (بالإنجليزية: Damon Albarn) (و. 1968  م) هو عازف قيثارة، ومغني، وموسيقي، وملحن، وكاتب أغاني بريطاني، ولد في لندن.

## التعليم
تعلم في كلية جولدسميث، جامعة لندن.

## جوائز
حصل على جوائز منها:
- رتبة الإمبراطورية البريطانية.

## وصلات خارجية
- دامون ألبارن على موقع IMDb (الإنجليزية)
- دامون ألبارن على موقع الموسوعة البريطانية (الإنجليزية)
- دامون ألبارن على موقع ألو سيني (الفرنسية)
- دامون ألبارن على موقع ميوزك برينز (الإنجليزية)
- دامون ألبارن على موقع رولينغ ستون (الإنجليزية)
- دامون ألبارن على موقع أول موفي (الإنجليزية)
- دامون ألبارن على موقع قاعدة بيانات الأفلام السويدية (السويدية)
- دامون ألبارن على موقع إن إن دي بي (الإنجليزية)
- دامون ألبارن على موقع أول ميوزيك (الإنجليزية)
- دامون ألبارن على موقع ديسكوغز (الإنجليزية)